# Maurício de Souza
Maurício Luiz de Souza (Iturama, 29 settembre 1988) è un pallavolista brasiliano. Gioca nel ruolo di centrale.

## Carriera
Maurício de Souza muove i suoi primi passi nella pallavolo in un club della sua città natale nel 2003, proseguendo nei tre anni successivi con altrettanti club differenti; partecipa così al campionato mondiale Under-21 2007, vincendo la medaglia d'oro. Firma il suo primo contratto professionistico per la stagione 2007-08, debuttando in Superliga con l'Ulbra, classificandosi terzo in campionato. Nella stagione seguente viene ingaggiato dal Banespa, successivamente rinominato Brasil, dove milita per tre annate, nonostante le vicissitudini societarie; al termine di questo periodo riceve le prime convocazioni nella nazionale brasiliana, vincendo la medaglia d'oro ai XVI Giochi panamericani di Guadalajara, oltre ad aggiudicarsi quella di bronzo con la selezione universitaria alla XXVI Universiade.
Nel campionato 2011-12 approda al GRER, col quale disputa la prima finale scudetto della sua carriera, mentre nel campionato seguente passa al Minas, risultando il miglior muro della Superliga; nel 2013 entra in pianta stabile in nazionale, con la quale, dopo l'argento alla World League, si aggiudica l'oro al campionato sudamericano, alla Coppa panamericana, premiato nuovamente come miglior muro, e alla Grand Champions Cup.
Nella stagione 2013-14 firma per la RJ, trionfando subito al Campionato Carioca; tuttavia dopo qualche mese il club affronta una profonda crisi societaria ed economica, che lo costringono a emigrare per la prima volta all'estero, concludendo l'annata in Turchia, partecipando alla Voleybol 1. Ligi con lo Halkbank, vincendo sia la coppa nazionale che lo scudetto. Nella stagione successiva rientra in patria per difendere i colori della Funvic, vincendo il Campionato Paulista e la Coppa del Brasile; con la nazionale vince la medaglia d'argento ai XVII Giochi panamericani di Toronto e si conferma vincitore al campionato sudamericano.
Nel campionato 2015-16 torna al Brasil, dove resta per due annate; con la nazionale, nel 2016, vince l'argento alla World League, dove viene premiato come miglior centrale, e la medaglia d'oro ai Giochi della XXXI Olimpiade di Rio de Janeiro, mentre nel 2017 si aggiudica nuovamente l'argento alla World League e l'oro al campionato sudamericano e alla Grand Champions Cup.
Nella stagione 2017-18 firma per il neopromosso Sesc; con la nazionale conquista l'argento al campionato mondiale 2018 e l'oro alla Coppa del Mondo 2019.
Nella stagione 2019-20 si trasferisce alla Funvic; nel 2021, con la nazionale, conquista la medaglia d'oro alla Volleyball Nations League.
Viene ingaggiato dal Minas nel 2021, ma il club decide di risolvere il contratto a causa di alcuni commenti omofobi da lui pubblicati sui social network. Riferendosi all'episodio il commissario tecnico del Brasile, Renan Dal Zotto, ha dichiarato in un'intervista che "Alla Seleção non c’è spazio per professionisti omofobici”, facendo presagire l'esclusione dalla nazionale.

## Palmarès

### Club
- Campionato turco: 1

2013-14
- Coppa di Turchia: 1

2013-14
- Coppa del Brasile: 1

2015
- Campionato Carioca: 1

2013
- Campionato Paulista: 1

2014

### Nazionale (competizioni minori)
- Campionato mondiale Under-21 2007
- Universiade 2011
- Giochi panamericani 2011
- Coppa Panamericana 2013
- Giochi panamericani 2015
- Memorial Hubert Wagner 2019

### Premi individuali
- 2013 - Superliga Série A: Miglior muro
- 2013 - Coppa panamericana: Miglior muro
- 2016 - Superliga Série A: Miglior muro
- 2016 - World League: Miglior centrale
- 2018 - Superliga Série A: Miglior muro
- 2019 - Coppa Libertadores: Miglior centrale
- 2020 - Campionato sudamericano per club: Miglior centrale
- 2021 - Superliga Série A: Miglior centrale
- 2021 - Volleyball Nations League: Miglior centrale